# Червінська Антоніна Миколаївна
Антоні́на Микола́ївна Черві́нська (нар. 26 серпня 1945, с. Іванківці Житомирської області) — співачка, художній керівник академічного театру музики, пісні і танцю «Зоряни», народна артистка України (1992).

## Біографія
Народилася у сім'ї селян Марії та Миколи Шеретунів, певний час жила з бабусею.
Закінчила Кіровоградське музичне училище (1977). У 1966–1969 рр. — солістка Поліського державного вокально-хореографічного ансамблю «Льонок», у 1969–1978 рр. — солістка заслуженого ансамблю народного танцю України «Ятрань». У зв'язку зі скандалом під час гастролей у США в 1977 р., вимушена була полишити «Ятрань». У 1979–1983 рр. — солістка народного хору «Барвінок».
Одна з засновників академічного театру музики, пісні і танцю «Зоряни». З 1983 р. — солістка, а з 2004 р. — його художній керівник. Пропагує українську народну пісню, які у її виконанні набувають нових неповторних барв. Червінська А. М. глибоко вивчає фольклор, звичаї та обряди Кіровоградщини, збирає давні пісні степового краю. Всі творчі звіти майстрів мистецтв та художніх колективів Кіровоградщини різних років представлені її талановитим співом.

## Нагороди
Кавалер орденів княгині Ольги III та II ступенів та Святого Володимира. Нагороджена обласною відзнакою «Честь і слава Кіровоградщини» (2008).
Лауреат обласної премії імені Володимира Винниченка. 
Почесна громадянка м. Сегед (Угорщина).